# Verme di Lambton

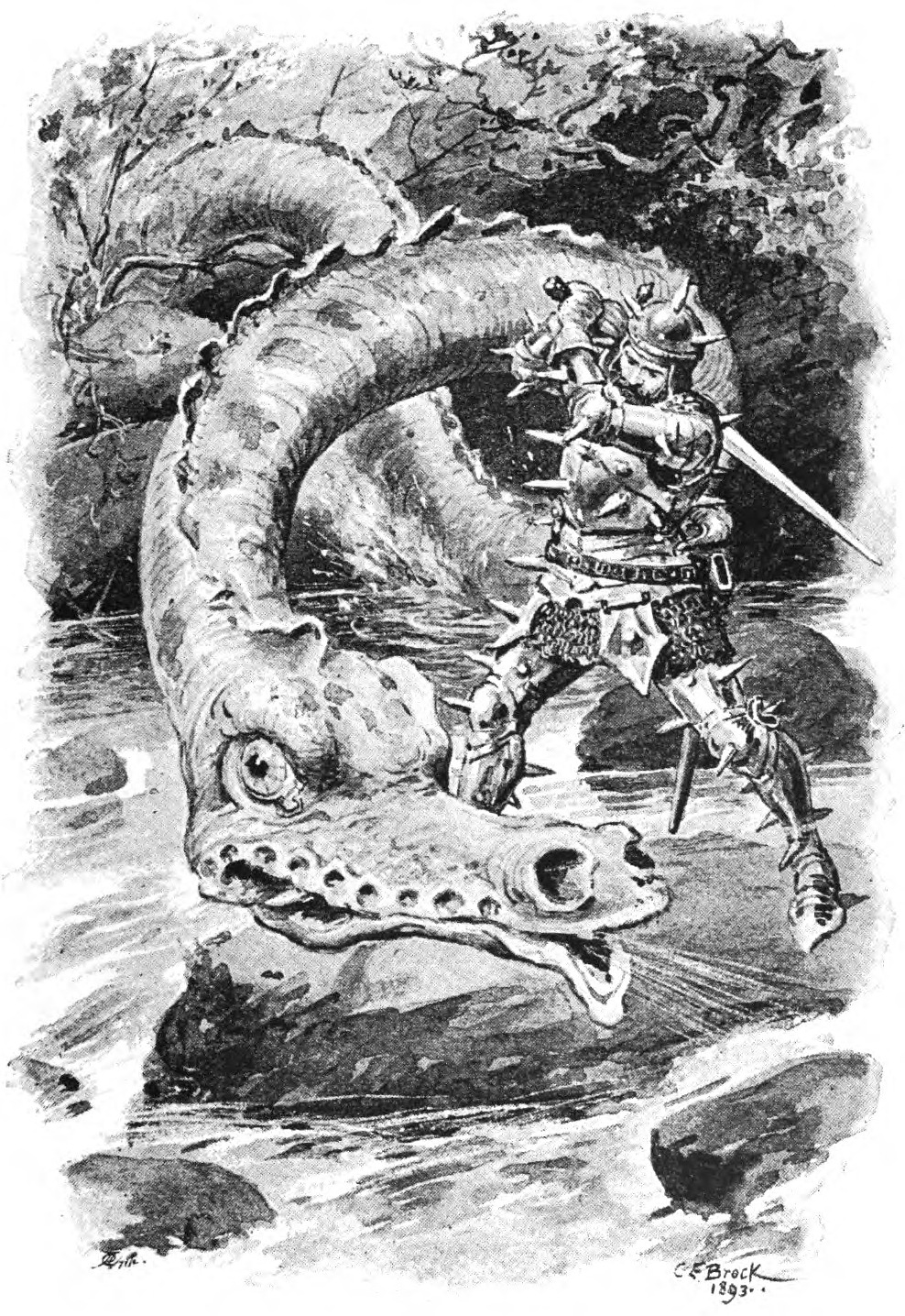
John Lambton lotta contro il verme di Lambton.

Il verme di Lambton (Lambton Worm) è una creatura leggendaria del folclore inglese.

## La leggenda
Secondo la leggenda, il giovane John Lambton invece di andare alla messa della domenica era andato a pescare nel fiume Wear. Arrabbiato perché non prendeva nulla, aveva proferito alcune sonore imprecazioni con grande scandalo della gente che passava da quelle parti per andare in chiesa. Alla sua lenza aveva infine abboccato un animale sconosciuto, di forma allungata e di aspetto disgustoso: John decise di disfarsene subito e lo gettò in un pozzo. Uno straniero di passaggio gli disse che quella strana creatura era di cattivo auspicio.
In seguito John si pentì della sua condotta e andò in Terra santa a combattere gli infedeli. La bestia continuò a crescere e il pozzo divenne troppo piccolo per contenerla. Arrivò a poter circondare tre volte (in alcune versioni della leggenda nove volte) con il suo corpo un colle che si dice essere stato il Worm Hill, presso Fatfield (in alcune versioni era invece Penshaw Hill). Era diventata un flagello per gli abitanti del luogo: divorava gli agnelli, succhiava il latte alle mucche, abbatteva gli alberi. Per evitare le sue ire, bisognava fargli trovare ogni giorno una grande quantità di latte, alimento di cui era ghiotto. 
Molti valorosi cavalieri tentarono di uccidere il "verme". Alcuni riuscirono anche a tagliare in due parti il suo lungo corpo, ma l'animale riusciva a ricomporsi, mentre i suoi sfidanti raramente uscivano vivi e illesi dallo scontro. Dopo sette anni John Lambton tornò a casa e vide i danni causati dalla creatura: decise di combatterla e il suo proposito si rafforzò quando seppe - da una strega - che si trattava proprio di quello strano animale che aveva pescato anni prima.
Seguendo i consigli della donna, per affrontare il mostro Lambton ricoprì la sua armatura di punte acuminate e si pose su una roccia che sporgeva dal fiume. Quando la bestia cercò di stritolarlo, le punte penetrarono nel suo corpo e più stringeva più la danneggiavano. John con la spada tagliò in due l'animale e una parte fu portata via dalla corrente del fiume, così che la bestia stavolta non poté riunire le due parti e alla fine dovette soccombere.
Ottenuta la vittoria, John - in base alle istruzioni ricevute dalla strega - avrebbe dovuto uccidere la prima creatura vivente che avesse incontrato. In caso contrario, una maledizione avrebbe colpito la sua stirpe: per nove generazioni i Lambton sarebbero morti di morte violenta.
John si era quindi accordato con suo padre perché questi, sentito l'annuncio che la bestia era stata sconfitta, liberasse un cane. Il padre, però, pieno di felicità per l'impresa compiuta, dimenticò di fare quanto stabilito e corse incontro al figlio; John, ovviamente, non riuscì a ucciderlo e così la maledizione seguì il suo corso per nove generazioni.

## Opere ispirate alla leggenda
- La leggenda del verme di Lambton ha ispirato una canzone scritta nel 1867 da C. M. Leumane.
- Robert Sherlaw Johnson ha composto l'opera The Lambton Worm (1978), con libretto di Anne Ridler.
- Il libro La tana del Verme Bianco di Bram Stoker (autore di Dracula) è ispirato alla leggenda.
- Il film La tana del serpente bianco (1988) di Ken Russell, ispirato al romanzo di Stoker che è a sua volta ispirato dal mito.
- Nel terzo capitolo del Manga Saint Seiya, noto come I Cavalieri dello zodiaco, uno degli Specter di Ade ad attaccare il Tempio è Laimi di Worm il cui attacco "Groviglio di Vermi" consiste avvolgere l'avversario nelle spire metalliche della sua armatura (o Surplice). Inoltre, Laimi aveva il potere di rigenerarsi perfettamente sottoterra. Potrebbe essere ispirato al verme di Lambton.
- I romanzi La pietra del Diavolo e La pietra delle nove streghe di Roger J. Green sono basati sulla leggenda del Lambton Worm, oltre ad essere ambientati nella suddetta città.